# Glypheidea
Glypheidea is een infraorde van kreeftachtigen uit de klasse van de Malacostraca (hogere kreeftachtigen).

## Superfamilie
- Glypheoidea Winkler, 1882